# Aongstroemia gayana
Aongstroemia gayana är en bladmossart som beskrevs av C. Müller 1848. Aongstroemia gayana ingår i släktet Aongstroemia och familjen Dicranaceae. Inga underarter finns listade i Catalogue of Life.